# Caffrogobius saldanha
Caffrogobius saldanha är en fiskart som först beskrevs av Barnard 1927.  Caffrogobius saldanha ingår i släktet Caffrogobius och familjen smörbultsfiskar. Inga underarter finns listade.